# آنه‌ماری شیمل
آنه‌ماری شیمل (به آلمانی: Annemarie Schimmel)؛ (متولد ۷ آوریل ۱۹۲۲ – متوفی ۲۶ ژانویه ۲۰۰۳) اسلام‌پژوه، خاورشناس و مولوی‌شناس سرشناس اهل آلمان بود.

## زندگی
او به‌عنوان تنها فرزند خانواده‌ای متوسّط و فرهنگی، در ماه آوریل ۱۹۲۲ در شهر ارفورت آلمان به‌دنیا آمد و در محیطی مملوّ از ادبیّات و شعر پرورش یافت. در ۱۵ سالگی مقطع دبیرستان را به اتمام رساند. پس از آن مدت نیم سال برای سازمان (Reichsarbeitsdienst ; RAD) به صورت داوطلبانه خدمت کرد.  در پاییز ۱۹۳۹، یعنی زمانی که هفده سال داشت، تحصیلات خود را در رشته‌های زبان و ادبیات عرب و علوم اسلامی دانشگاه برلین آغاز نمود. تحت تأثیر معلم خود، هانس هاینرش شِدِر و بنا به توصیهٔ او به مطالعه و تحقیق در دیوان مولانا جلال الدین بلخی روی آورد.
در اکتبر سال ۱۹۴۱، کار نوشتن رسالهٔ دکترای خود را بر روی موضوع «مصر در اواخر دوران قرون وسطی» را به انتها رسانید. او در سن ۱۹ سالگی موفق به اخذ درجه دکترا از دانشگاه برلین شد.
آنه‌ماری شیمل دکترای دوم خود را در سال ۱۹۵۱ در حوزهٔ تاریخ ادیان و با رساله‌ای پیرامون «عشق عرفانی در اسلام» دریافت نمود.
او جزو نویسندگان تاریخ ایران کمبریج بوده‌است
در اوائل دهه ۱۹۵۰ شیمل سفرهایی به کشور ترکیه انجام داد. او نخستین سخنرانی عمومی خود به زبان ترکی را در سال ۱۹۵۳ در شهر آنکارا انجام داد. اندکی پس از آن، از سوی دانشکده الهیات دانشگاه آنکارا، تصدی ریاست بخش تاریخ ادیان به وی پیشنهاد گردید.
در سال ۱۹۶۳ به ایران سفر کرد و علاوه بر دیدار از اصفهان و شیراز، در مؤسسه گوته تهران نیز سخنرانی‌هایی ایراد کرد. در سال ۱۹۶۶ محمدرضا پهلوی وی را به کنگره ایران‌شناسی دعوت کرد. در این سفر وی علاوه بر دیدار از مناطق کوهستانی به منظور بررسی دستاوردهای آموزشی انقلاب سفید از زورخانه هم دیدار کرد.
خانم  شیمل در سال ۱۳۶۹ خورشیدی بار دیگر به ایران سفر می‌کند که حسن لاهوتی  مولوی شناس و مترجم کتاب شکوه شمس ، در دیدار شیمل از مشهد و ملاقات وی با  سیدجلال الدین آشتیانی  حضور داشته است
در بهار سال ۱۹۶۷ میلادی، شیمل کار تدریس در دانشگاه هاروارد در حوزهٔ فرهنگ هندی - اسلامی را آغاز نمود و در سال ۱۹۷۰ به درجهٔ استادی رسید. شیمل حدود ۲۵ سال در دانشگاه هاروارد بود و از متون مربوط به عرفان اسلامی گرفته تا ادبیات و شعر فارسی را تدریس کرده است. او در هاروارد، در پی آن بوده است که دانشجویانش را با مبانی فرهنگ اسلامی و اسلام‌شناسی آشنا کند، طوری که دانشجویان دریابند برای درک شعرهای مشرق‌زمین، نیاز به فهم کامل سیر معنویات این گوشه از جهان دارند. تنها در ترم بهار دو برابر مقدار معمول درس می‌داد. او تقریباً همه ساله پاییز را در پاکستان به‌سر می‌برد. علاقه او به پیامبر و دین اسلام باعث شد تا وصیت کند بر روی سنگ قبرش حدیثی از امام اول شیعیان علی نگاشته شود .
آنه‌ماری شیمل در ۲۶ ژانویه سال ۲۰۰۳ درگذشت.

### زندگی شخصی
شیمل در تمامی دوران بیست و پنج سال تدریس در هاروارد، زندگی تقریباً درویشانه‌ای داشته است و بر اساس اعتقادات خود هیچگاه به دنبال زندگی مادی مفرحی نبوده است.او تا سن نود سالگی از مادرش نگهداری کرد و ازدواج نکرد.

### دین
همیشه از او سؤال می‌کردند که آیا مسلمان است یا خیر. در چنین مواردی آنه‌ماری شیمل ترجیح می‌داد که جواب طفره‌آمیز بگوید. مثلاً می‌گوید کسانی که مطمئن نیستند که آنها آیا مسلمان درستکار هستند یا خیر واقعا می‌توانند مسلمانان درستکاری باشند.

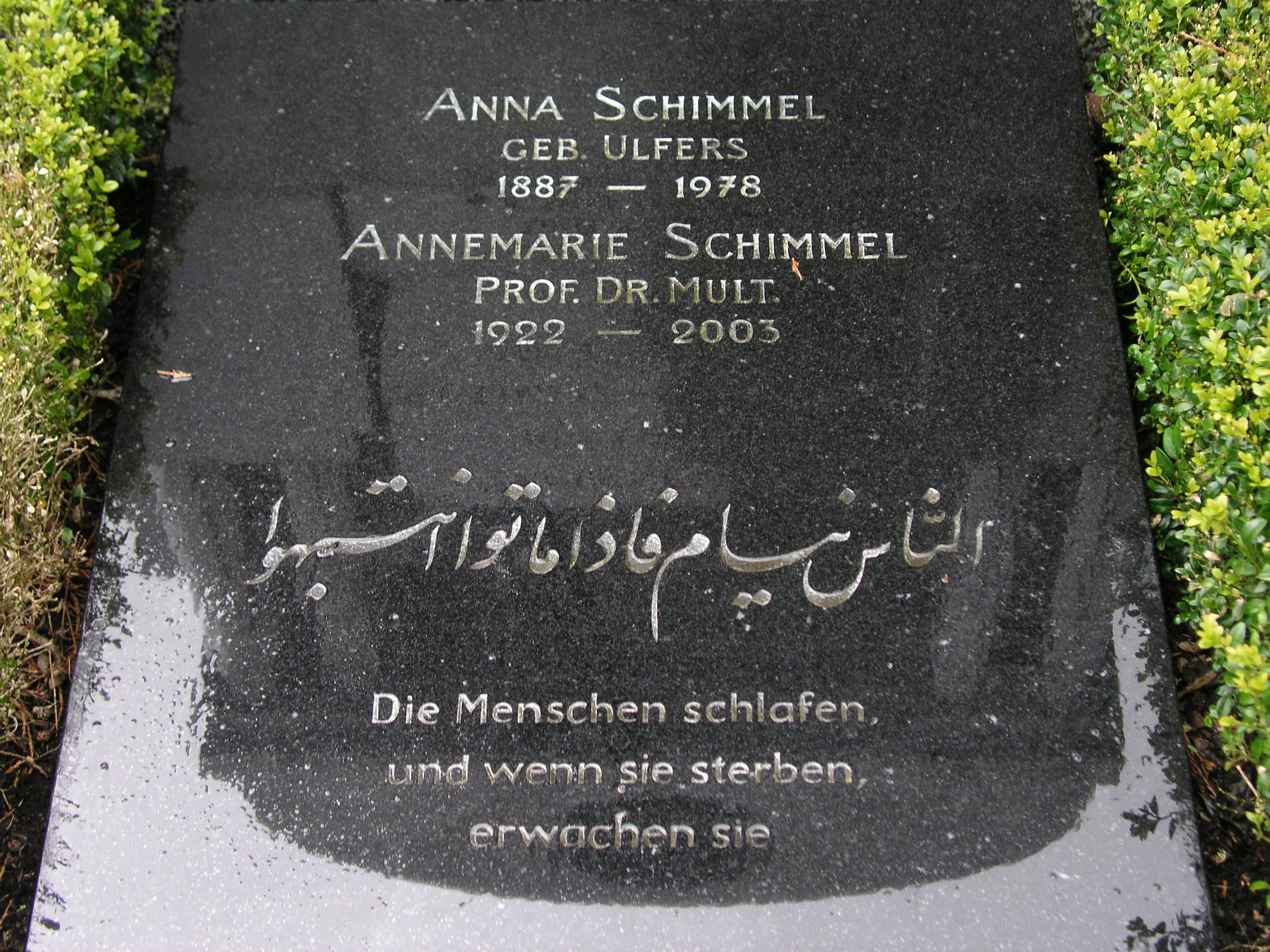
تصویر سنگ قبر آنه‌ماری شیمل که در آن حدیثی منتسب به پیامبر اسلام نقش بسته‌است: الناس نیام فاذا ماتوا انتبهوا (مردم [در این دنیا در] خوابند؛ وقتی می‌میرند بیدار خواهند شد.)